# Drepanosticta moorei
Drepanosticta moorei is een libellensoort uit de familie van de Platystictidae, onderorde juffers (Zygoptera).
De wetenschappelijke naam van de soort is voor het eerst geldig gepubliceerd in 2003 door van Tol & Müller.